# Spilosoma likiangensis
Spilosoma likiangensis är en fjärilsart som beskrevs av Daniel 1943. Spilosoma likiangensis ingår i släktet Spilosoma och familjen björnspinnare. Inga underarter finns listade i Catalogue of Life.